# Kostobar I
Kostobar I (zm. 26 p.n.e.) – namiestnik Idumei i Gazy od 37/36 p.n.e., szwagier Heroda Wielkiego.
Pochodził z rodu kapłanów idumejskiego boga Koze (Kozai). Po zdobyciu Jerozolimy przez Heroda Wielkiego w 37 p.n.e. został mianowany jej strażnikiem, a w ciągu kolejnego roku namiestnikiem Idumei i Gazy.
Kostobar zachowywał się nielojalnie wobec Heroda. Potajemnie ukrywał ściganych przez niego synów Baby, zwolenników Antygona, ostatniego króla Judei z dynastii hasmonejskiej. Między 36 a 34 p.n.e. zapewniał egipską władczynię Kleopatrę VII, że Idumejczycy są gotowi porzucić judaizm i wystąpić przeciwko Herodowi. Przypuszcza się, że Kostobar współpracował z Aleksandrą, teściową Heroda. Do grupy idumejskich spiskowców należeli także Dositeos, Lizymach i Antypater Gadias
Pod koniec 34 p.n.e. poślubił Salome I, siostrę Heroda. Para rozwiodła się w 26 p.n.e., a Kostobar I krótko potem został stracony po wykryciu spisku przeciwko byłemu szwagrowi.
Kostobar i Salome mieli syna Antypatra III i córkę Berenikę I.